# Marie de Roux
Pour les articles homonymes, voir de Roux.
Marie de Roux, né le 17 février 1878 à Saint-Florent-les-Niort et mort le 3 décembre 1943 au château du Fort à Aslonnes, est un avocat, historien et journaliste français et un des responsables politiques de l'Action française, mouvement politique français nationaliste et royaliste.

## Biographie

### Famille
Membre de la famille de Roux issue de la noblesse du Languedoc et  établie en Poitou au XIXe siècle, Louis Amédée Marie Joseph de Roux, né le 17 février 1878 à Saint-Florent-les-Niort, est le fils de Marie Raphaël Eugène de Roux, secrétaire de la mairie de Niort et de Marie-Angélique Roche.

Il épouse le 25 avril 1903 en l'église Saint-Hilaire de Niort, Agnès Marie Besson, fille du bâtonnier Pierre-Jean de Dieu Besson.

Il est le père de six enfants, dont Pierre, sous-gouverneur de la Banque de l'Algérie, Philippe, officier de marine, et Louis-Olivier de Roux, et le grand-père de l'avocat Xavier de Roux et de l'écrivain Dominique de Roux. Il est l'arrière-grand-père de Pierre-Guillaume de Roux.

### Jeunesse et formation
On lui découvre, après sa naissance, une légère infirmité aux pieds et son éducation fut fortement orientée, afin de l'empêcher de faire trop d'efforts physiques.   
Il étudie consciencieusement avec comme professeur le père, du compositeur Jean Déré. En 1889, il entame ses études au lycée de Niort qu'il solde par l'obtention d'une mention "très bien" au baccalauréat. Il s'inscrit alors à l'Université de Poitiers en 1895, dans laquelle il prépare une licence ès lettres ainsi qu'une licence en droit.  La faculté de droit de Poitiers majoritairement conservatrice et marquée par l'épuration de la fonction publique, était le théâtre de manifestations et de bagarres laissant alors une empreinte politique au futur juriste. Lorsqu'il rejoint Poitiers, il loue une chambre 13 rue Cloche-Perse puis il déménage au 42 rue du Moulin-Vent et réitère pour emménager au 35 rue Gambetta. Licencié ès lettres, il intègre la cour de Poitiers dès 1898.  

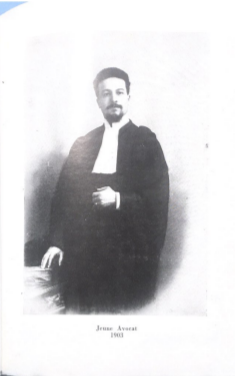
Marie de Roux, jeune avocat en 1903

En 1901 il traite une affaire de succession et de fidei commi dans laquelle il s'oppose au maître incontesté du barreau de Poitiers, le bâtonnier Barbier, il remporte cependant le procès. Cette même année, Marie de Roux, dirige la presse Poitiers Universitaire, qu'il quitte pour fonder une autre publication baptisée : Poitiers Étudiant. Le 23 avril 1903 il soutient sa thèse De l'insolvabilité civile.

### Juriste et cadre de l'Action Française
Il est rapidement conquis par une lecture politique : L' Enquête sur la monarchie (1900) de Charles Maurras est certainement à l'origine de ses choix politique .
L'année qui suit, il publie dans le journal Poitiers Universitaire un article intitulé « Un latin, Monsieur Charles Maurras » dans lequel il affirme avoir trouvé en Charles Maurras un maître à penser.
Ils échangent alors quelques correspondances, après lesquelles, Marie de Roux fonde en 1902 un groupe d'études d'Action Française accompagné de Guy de La Grange, René Baillergeau ainsi que Paul Robain un des futurs cadres de l'Action Française. La section d'Action Française est très bien reçue à Poitiers, elle est immédiatement soutenue et financée par le comte Albin Fruchard, propriétaire du château de Dissay, habitant rue Saint-Opportune à Poitiers.   
En 1904, il rencontre pour la première fois le duc d'Orléans, prétendant à la Couronne de France.  
En 1909, Léon Daudet se rend à Poitiers pour une séance ouverte par Marie de Roux. Un service juridique lui est alors confié. Il s'intéresse de près au cercle Fustel de Coulanges ainsi qu'au cercle la Tour du Pin.

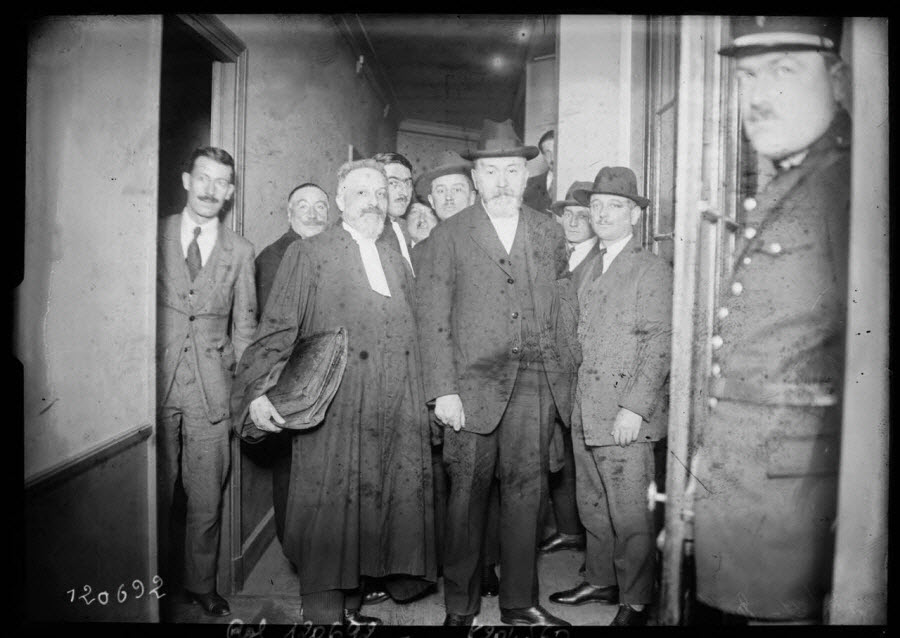
Maurice Pujo et son avocat, Maître de Roux en 1927

Défenseur attitré de l'Action française en justice, il plaide notamment pour défendre Maurice Pujo, fondateur des Camelots du Roi et organisateur de l'agression à la sorbonne en 1908 du professeur Amédée Thalamas, qui sera néanmoins condamné à 3 mois de prison ferme.
Il est élu une première fois bâtonnier du barreau de Poitiers le 21 janvier 1922, cependant il n'eut jamais une carrière d'avocat de tout premier plan, consacrant une grande partie de son activité professionnelle à défendre l'Action française, tout en menant diverses activités de conférencier et d'érudit. 
Le 6 et 7 novembre 1923 il organise le congrès des jurisconsultes catholiques présidé par l'archevêque de Cambrai.
Alexandre Zévaès écrit à son sujet dans Le cri du jour en 1934 « à l'extrême-droite, dans une cinquantaine d'avocats d'Action française, le plus éminent d'entre eux est Marie de Roux, qui théoriquement, est inscrit au barreau de Poitiers, qui a été longtemps bâtonnier du barreau de cette ville, mais que les procès politiques et les procès de presse de son parti retiennent plus souvent à Paris que dans la Vienne ».
Il ne s'installera jamais à Paris. Son attachement au Poitou se confirme par sa nomination de représentant du duc d’Orléans pour les Provinces de l’Ouest.  
En 1941, il est suppléant à la chaire magistrale de droit romain à l'Université de Poitiers.
Il meurt le 3 décembre 1943 au château du Fort d'Aslonnes, dans la Vienne.  
Marie de Roux s'inscrit dans l'historiographie anti-germaniste et royaliste, au même titre que Jacques Bainville et Léon de Montesquiou. Ses œuvres sont généralement publiées par la Nouvelle Librairie nationale (éditeur nationaliste dirigé par Georges Valois), certains de ses ouvrages historiques sont récompensés par l'Académie Française.  

## Idées politiques
Marie de Roux défend une forme de nationalisme dit linguistique à l'instar de Lucien Dubech. 
De toutes les caractéristiques nationales, il en est une à laquelle on trouve généralement qu'il est aussi légitime d'être attaché qu'au sol de la Patrie, c'est la langue. La nationalisme linguistique est donc aussi justifié que le patriotisme territorial. C'est une forme de ce nationalisme de garder à la langue son génie propre et la pureté de son vocabulaire. Elle peut s'enrichir de termes étrangers pour désigner des choses nouvelles, mais à condition de n'être jamais encombrée et déformée par ces alluvions 

## Publications
- Des Effets de l'insolvabilité civile en droit romain et en droit français, thèse pour le doctorat, Poitiers, Université de Poitiers. Faculté de droit, Courrier de la Vienne, 1903
- La République de Bismarck : les origines allemandes de la Troisième République, avec la correspondance secrète de Gambetta et de Bismarck, traduite par M. Jacques Bainville, Paris, Bureaux de la Gazette de France, 1905. Lien vers l'ouvrage
- La Vérité politique. Discours prononcé à Bordeaux, Paris, Éditions de l’Action française, 1906.
- Le Droit royal historique, Paris, Nouvelle librairie nationale, 1911.
- La Révolution à Poitiers et dans la Vienne, Paris, Nouvelle librairie nationale, 1911.
- La Législation civile et sociale de l'Empire. La structure générale de la société. L'organisation du travail, Paris, Nouvelle librairie nationale, 1912.
- (et Georges Valois), République, empire ou monarchie ? (Marie de Roux). La Monarchie, protectrice des intérêts ouvriers (Georges Valois). Conférences faites le 7 juin 1913 au théâtre de Saumur, Poitiers, Société française d’imprimerie, 1914.
- Notes pour le centenaire de 1814, Poitiers, Société française d’imprimerie, 1914.
- Le Défaitisme et les manœuvres proallemandes 1914-1917. Le clan des ″ya″ d'avant-guerre. Les premiers temps de la guerre. La reprise des relations internationales. Les trois tendances socialistes. Les achats de journaux, Paris, Nouvelle librairie nationale, 1918.
- L’État et la natalité, Paris, Nouvelle librairie nationale, 1918, prix Montyon de l'Académie Française
- Pascal en Poitou et les Poitevins dans les ″Provinciales″, Paris, Champion, 1919.
- L'Actualité de Lamennais, Paris, Revue critique, 1922.
- Louis XVII et la légende des faux dauphins, Paris, Le Divan, 1925.
- Les Lois laïques, Paris, Librairie de l’Action française, 1925.
- Charles Maurras et le nationalisme de l'Action française, Paris, Grasset, 1927.
- L'Économie politique libérale, Paris, Union des corporations françaises, 1927.
- La Restauration, Paris, Fayard, 1930, grand prix Gobert de l'Académie Française
- Hector du Poy (1865-1930), Poitiers, Société française d’imprimerie, 1932.
- Origines et fondation de la IIIe République, Paris, Grasset, 1933.
- Études pour portraits de maîtres : Rabelais, Pascal, Racine, Bossuet, Paris, Le Divan, 1936.
- Le Nationalisme français. Suivi d'une note de Charles Maurras sur le nationalisme français et le nationalisme allemand, Paris, Librairie d’Action française, 1937.
- Louis XIV et les Provinces conquises : Artois, Alsace, Roussillon, Franche-Comté, Paris, Les Éditions de France, 1938.
- Civilisation, production et bonheur, introduction de Pierre Maurel, Paris, Éditions de la Seule France, 1945.

### Document sonore
- "Le bon rouet", "Debout les gars" (chansons interprétées par Marie de Roux), dans L’Action française : voix et chants. Xavier Vallat, Charles Maurras, Léon Daudet, voix ; Marie de Roux, Pierre Juhel, chant, Paris, SERP, 1989 (cassette audio ; paru d'abord en 33 t).